# 2021年大馬士革巴士爆炸案
2021年10月20日，一辆被安裝了兩個爆炸裝置、屬於叙利亚军隊的巴士，在上午尖峰時間行經市中心最繁忙的吉斯爾賴斯橋(Jisr al-Rais Bridge)下時突然发生爆炸，巴士幾乎全被燒毀造成14人死亡。其後一個拆彈小組後來在事發地域拆除了第三個爆炸裝置。
这是自2017年3月大马士革爆炸事件以来叙利亚首都发生最致命的爆炸事件，造成数十人丧生。

## 襲擊經過
一辆载有军人的军车行駛至大马士革市中心的一座桥附近時被炸毁，两枚炸弹在出发前安裝在巴士上，第三枚炸弹其後被陆军拆彈小組拆除。 
爆炸发生大约一个小时后，该国西北部伊德利卜省阿里哈遭到炮击。该领土被与政府作战的叛乱分子控制。 

## 事後
名為「Qasioun Brigades」的組織宣佈對此次襲擊事件負責。他们表示，将继续进行此类袭击，是對「该政权每天对北部平民进行屠杀」的回應 。